# Красный Полуостров
Красный Полуостров — село в Аркадакском районе Саратовской области России. 
Село входит в состав Семеновского сельского поселения.

## Население
| 2002 | 2010 |
| ---- | ---- |
| 274  | ↘209 |

## Уличная сеть
В селе две улицы: ул. Лесная, ул. Прихоперская.

## История
Согласно «Списку населенных мест Российской империи по сведениям 1859 года» Саратовская губерния, Балашовский уезд, стан 1: село Завьялово владельческая, при реке Хопер, число дворов - 66, жителей мужского пола - 449, женского пола - 507. В селе была больница. На 1911 год село Завьялово является центром Завьяловской волости Балашовского уезда. Согласно "Списку населенных мест Саратовской губернии по сведениям на 1911 год", село Завьялово бывшая владельческая г. Шуваловой; число дворов - 240, жителей мужского пола - 526, женского пола - 555, всего – 1081. В деревне была церковная и земская школа.
В селе был храм.
Престол: Неизвестен. 
Построен: Точная дата постройки неизвестна. 
Из истории: Первый храм в селе Александровском (Красный Полуостров) был построен в 1697 году. Храм был деревянным, с деревянной же колокольней. Однако, по данным на 1912 год, храм в селении отсутствовал. Возможно, древний деревянный храм сгорел или пришел в негодность по ветхости, и в селе строился новый.  
В годы Советской власти: Постановлением Президиума Нижне-Волжского Краевого Исполкома Советов РКиК депутатов от 8 марта 1930 года договор с обществом верующих на пользование молитвенным зданием в с. Красный Полуостров был расторгнут, церковь ликвидирована, её здание «приспособлено под культурно-просветительные нужды». Обоснованием для закрытия храма послужила неуплата приходом установленных Советской властью непомерных налогов.